# Metallura tyrianthina
A Metallura tyrianthina  a madarak osztályának sarlósfecske-alakúak (Apodiformes)  rendjébe és a kolibrifélék (Trochilidae) családjába tartozó faj.

## Rendszerezése
A fajt George Loddiges brit ornitológus írta le 1832-ben, a Trochilus nembe Trochilus tyrianthinus néven.

## Alfajai
- Metallura tyrianthina chloropogon (Cabanis & Heine, 1860)
- Metallura tyrianthina districta Bangs, 1899
- Metallura tyrianthina oreopola Todd, 1913
- Metallura tyrianthina quitensis Gould, 1861
- Metallura tyrianthina septentrionalis Hartert, 1899
- Metallura tyrianthina smaragdinicollis (Orbigny & Lafresnaye, 1838)
- Metallura tyrianthina tyrianthina (Loddiges, 1832)[2]

## Előfordulása
Az Andok hegységben Bolívia, Ecuador, Kolumbia, Peru és Venezuela területén honos. Természetes élőhelyei a szubtrópusi és trópusi hegyi esőerdők, magaslati füves puszták és cserjések. Magassági vonuló.

## Megjelenése
Testhossza 10 centiméter.
|  |

## Természetvédelmi helyzete
Az elterjedési területe nagyon nagy, egyedszáma pedig stabil. A Természetvédelmi Világszövetség Vörös listáján nem fenyegetett fajként szerepel.